# Лебедев, Олег Ермолаевич

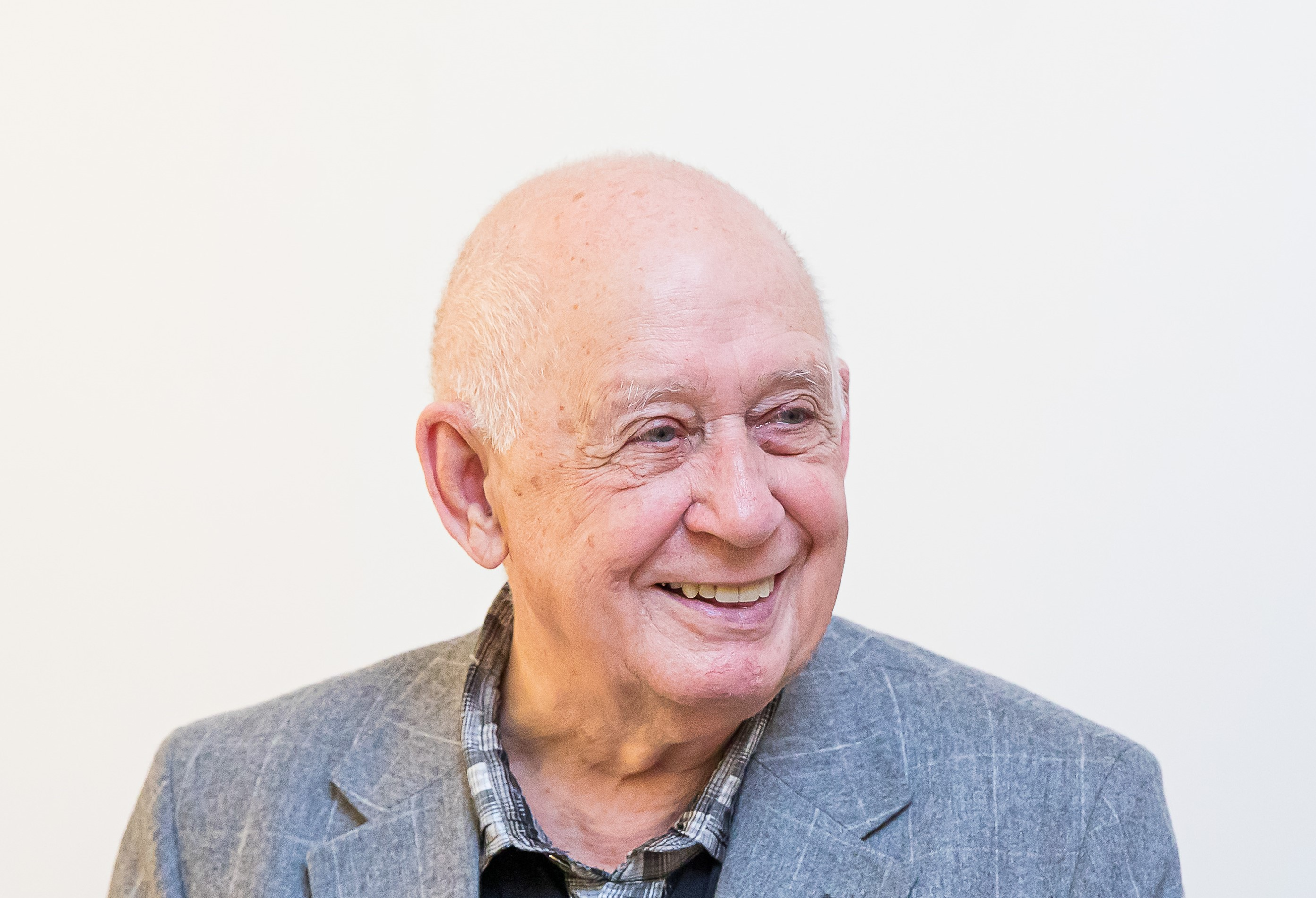
Олег Ермолаевич Лебедев

Олег Ермолаевич Лебедев (5 января 1933, Ленинград) — российский учёный, педагог, доктор педагогических наук (1992), профессор (1996), член-корреспондент Российской академии образования (1996).

## Биография
Родился 5 января 1933 года. Окончил исторический факультет Ленинградского государственного университета в 1955 году. По окончании университета работал учителем в школе, а затем заведующим отделом народного образования Мильковского района Камчатской области.
В 1962—1973 годах работал в Ленинградском городском дворце пионеров, директором вечерней средней школы № 128 и в НИИ вечерних (сменных) и заочных средних школ АПН РСФСР (затем — НИИ общего образования взрослых АПН СССР). В 1968 году защитил кандидатскую диссертацию «Особенности отбора и раскрытия исторических фактов в вечерней школе».
В 1974—1978 годах — консультант министерства образования Республики Куба. В 1978—1982 годах — заведующий кафедрой методики профессионально-технического образования руководящих работников и специалистов; 1982—1984 годы — советник-консультант национальной дирекции образования взрослых министерства образования Мозамбика; с 1989 года — заместитель директора по научной работе Ленинградского института усовершенствования учителей.
В 1991—1996 годах был председателем Комитета по образованию (город Ленинград / Санкт-Петербург). В 1992 году защитил докторскую диссертацию по теме «Теоретические основы педагогического целеполагания в системе образования». В 1999—2003 годах руководил экспертно-аналитическим центром при Национальном фонде подготовки кадров.
Преподавал в Академии постдипломного педагогического образования (Санкт-Петербург), РГПУ имени А. И. Герцена (Санкт-Петербург), Московской высшей школе социальных и экономических наук, Высшей школе экономики (Санкт-Петербург).

## Научная деятельность
В национальной библиографической базе данных научного цитирования (РИНЦ) представлены труды Олега Ермолаевича
Монография 2022 года «ВОСПИТАНИЕ В ШКОЛЕ: ДИАЛЕКТИКА ПРОШЛОГО И БУДУЩЕГО»
Статья с рекордным индексом цитируемости КОМПЕТЕНТНОСТНЫЙ ПОДХОД В ОБРАЗОВАНИИ, Школьные технологии. 2004. № 5. С. 3-12.
Самая цитируемая статья за последнее десятилетие «РАЗМЫШЛЕНИЯ О ЦЕЛЯХ И РЕЗУЛЬТАТАХ», Вопросы образования. 2013. № 1. С. 007-024.
Самая дискуссионная статья «КОНЕЦ СИСТЕМЫ ОБЯЗАТЕЛЬНОГО ОБРАЗОВАНИЯ?», Вопросы образования. 2017. № 1. С. 230—260.
Самая первая статья Олега Ермолаевича, которая представлена в РИНЦ «ПОВЫШЕНИЕ КВАЛИФИКАЦИИ ИНЖЕНЕРОВ-ПЕДАГОГОВ», Педагогика. 1984. № 7. С. 69.

## Награды
- Нагрудный знак «Отличник народного просвещения»
- Почетное звание «Почетный работник общего образования Российской Федерации»
- Нагрудный знак «За гуманизацию школы Санкт-Петербурга»
- Медаль Н. К. Крупской
- Медаль Российской академии образования им. М. Н. Скаткина

## Основные публикации
- Реализация целей общего образования в вечерней школе : Взаимосвязь целей обучения и мотивов учения. — М. : Педагогика, 1980. — 166 с.
- Изучение советского образа жизни в курсах истории : Из опыта работы. [Пер. с рус.]. — Каунас : Швиеса, 1983. — 176 с.
- Реализация школьной реформы: поиски и проблемы : Сб. ст. / Сост. О. Е. Лебедев. — Кишинев : Лумина, 1989. — 133,[2] с.
- Документы и материалы к учебнику по отечественной истории : 10-й кл. : Кн. для учащихся / Сост. О. Е. Лебедев. — М. : Просвещение, 1992. — 93,[2] с.; 21 см; ISBN 5-09-003822-8
- Управление образовательными системами : Пособие / Лебедев О. Е.; М-во общ. и проф. образования РФ и др. — Великий Новгород : Информ. — издат. отд. Новгор. регион. центра развития образования, 1998. — 90 с.
- Управление образовательными системами / О. Е. Лебедев ; Центр изуч. образоват. политики Моск. высш. шк. социал. и экон. наук. — М. : Унив. кн., 2004. — 134,[1] с. : ил.; 20 см; ISBN 5-98699-002-1
- Модернизация управления образованием: перспективы и проблемы : методическое пособие для самоанализа упр. проблем / О. Е. Лебедев. — Санкт-Петербург : СПбАППО, 2006 (СПб. : Тип. С.-Петерб. акад. постдиплом. пед. образования). — 92, [1] с. : табл.; 20 см. — (Постдипломное образование педагога / Санкт-Петербургская акад. постдипломного пед. образования).; ISBN 5-7434-0317-1
- Качество — ключевое слово современной школы. — Санкт-Петербург : Просвещение, фил., 2008. — 189, [2] с. : табл.; 21 см. — (Качество школьного образования).; ISBN 978-5-09-018104-4
- Воспитание в школе: диалектика прошлого и будущего. — Санкт-Петербург : Санкт-Петербургский Гуманитарный университет профсоюзов, 2022. — (Дискуссионный клуб Университета; вып. 48).; ISBN 978-5-7621-1167-6